# L'Scooby-Doo i el fantasma de la bruixa
L'Scooby-Doo i el fantasma de la bruixa (títol original en anglès: Scooby-Doo and the Witch's Ghost) és una pel·lícula d'animació estatunidenca dirigida per Jim Stenstrum i estrenada directament en vídeo l'any 1999. Ha estat doblada al català.

## Argument
Ben Ravencroft, un escriptor, convida la banda al seu poble on estaria l'avantpassat de Ben (Sarah Ravencroft) que va pel poble. La banda comença la seva investigació. Ben jura que Sarah no era una bruixa sinó una dona valenta que cuidava els més rics amb remeis a base de plantes. La banda i Ben van a buscar les "HEX-Girl" (tiradores de daus) un grup de música poc comú mentre que Ben està obsessionat per un llibre que pertanyia a Sarah.

## Repartiment

### Veus originals
- Scott Innes: Scooby Doo / Norville «Shaggy» Rogers (Sammy)
- Mary Kay Bergman: Daphne
- Frank Welker: Fred
- B.J. Ward: Velma (Véra)
- Tim Curry: Ben Ravencroft
- Kimberly Brooks: Luna
- Jennifer Hale: Thorn
- Jane Wiedlin: Dusk
- Bob Joles: Jack
- Tress MacNeille: Sarah Ravencroft
- Peter Renaday: McKnight
- Neil Ross: Mayor